# هلیتون کلارک
هلیتون کلارک (انگلیسی: Hilton Clarke؛ زادهٔ ۷ نوامبر ۱۹۷۹) دوچرخه‌سوار اهل استرالیا است.